# Az Australian Open vegyes páros döntői
Az alábbi táblázat az év első Grand Slam-tornája, az Australian Open vegyes páros döntőit tartalmazza.
Az első magyar versenyző, aki az Australian Open vegyes páros döntőjébe jutott, Babos Tímea 2018-ban.

## Döntők (1922–től)
| Év   | Bajnok                                    | Döntős                                         | Eredmény a döntőben |
| ---- | ----------------------------------------- | ---------------------------------------------- | ------------------- |
| 1922 | Esna Boyd Robertson Jack Hawkes           | Lorna Utz H.S. Utz                             | 6–1, 6–1            |
| 1923 | Sylvia Lance Harper Horrie Rice           | Margaret Molesworth Bert St. John              | 2–6, 6–4, 6–4       |
| 1924 | Daphne Akhurst Cozens John Willard        | Esna Boyd Robertson Gar Hone                   | 6–3, 6–4            |
| 1925 | Daphne Akhurst Cozens John Willard        | Sylvia Lance Harper Bob Schlesinger            | 6–4, 6–4            |
| 1926 | Esna Boyd Robertson Jack Hawkes           | Daphne Akhurst Cozens John Willard             | 6–2, 6–4            |
| 1927 | Esna Boyd Robertson Jack Hawkes           | Youtha Anthony Jim Willard                     | 6–1, 6–3            |
| 1928 | Daphne Akhurst Cozens Jean Borotra        | Esna Boyd Robertson Jack Hawkes                |                     |
| 1929 | Daphne Akhurst Cozens Gar Moon            | Marjorie Cox Crawford Jack Crawford            | 6–0, 7–5            |
| 1930 | Nell Hall Hopman Harry Hopman             | Marjorie Cox Crawford Jack Crawford            | 11–9, 3–6, 6–3      |
| 1931 | Marjorie Cox Crawford Jack Crawford       | Emily Hood Westacott Aubrey Willard            | 7–5, 6–4            |
| 1932 | Marjorie Cox Crawford Jack Crawford       | Meryl O'Hara Wood Jiro Satoh                   | 6–8, 8–6, 6–3       |
| 1933 | Marjorie Cox Crawford Jack Crawford       | M. Gladman Van Ryn Ellsworth Vines             | 3–6, 7–5, 13–11     |
| 1934 | Joan Hartigan Bathurst Gar Moon           | Emily Hood Westacott Ray Dunlop                | 6–3, 6–4            |
| 1935 | Louise Bickerton Christian Boussus        | Mrs. Bond Vernon Kirby                         | 1–6, 6–3, 6–3       |
| 1936 | Nell Hall Hopman Harry Hopman             | May Blick Abe Kay                              | 6–2, 6–0            |
| 1937 | Nell Hall Hopman Harry Hopman             | Dorothy Stevenson Don Turnbull                 | 3–6, 6–3, 6–2       |
| 1938 | Margaret Wilson John Bromwich             | Nancye Wynne Bolton Colin Long                 | 6–3, 6–2            |
| 1939 | Nell Hall Hopman Harry Hopman             | Margaret Wilson John Bromwich                  | 6–8, 6–2, 6–3       |
| 1940 | Nancye Wynne Bolton Colin Long            | Nell Hall Hopman Harry Hopman                  | 7–5, 2–6, 6–4       |
| 1941 | Nem rendezték meg (Második világháború)   |                                                |                     |
| 1942 | Nem rendezték meg (Második világháború)   |                                                |                     |
| 1943 | Nem rendezték meg (Második világháború)   |                                                |                     |
| 1944 | Nem rendezték meg (Második világháború)   |                                                |                     |
| 1945 | Nem rendezték meg (Második világháború)   |                                                |                     |
| 1946 | Nancye Wynne Bolton Colin Long            | Joyce Fitch John Bromwich                      | 6–0, 6–4            |
| 1947 | Nancye Wynne Bolton Colin Long            | Joyce Fitch John Bromwich                      | 6–3, 6–3            |
| 1948 | Nancye Wynne Bolton Colin Long            | Thelma Coyne Long Bill Sidwell                 | 7–5, 4–6, 8–6       |
| 1949 | Doris Hart Frank Sedgman                  | Joyce Fitch John Bromwich                      | 6–1, 5–7, 12–10     |
| 1950 | Doris Hart Frank Sedgman                  | Joyce Fitch Eric Sturgess                      | 8–6, 6–4            |
| 1951 | Thelma Coyne Long George Worthington      | Clare Proctor Jack May                         | 6–4, 3–6            |
| 1952 | Thelma Coyne Long George Worthington      | Gwen Thiele Tom Warhurst                       | 9–7, 7–5            |
| 1953 | Julia Sampson Rex Hartwig                 | Maureen Connolly Brinker Hamilton Richardson   | 6–4, 6–3            |
| 1954 | Thelma Coyne Long Rex Hartwig             | Beryl Penrose John Bromwich                    | 4–6, 6–1, 6–2       |
| 1955 | Thelma Coyne Long George Worthington      | Jenny Staley Lew Hoad                          | 6–2, 6–1            |
| 1956 | Beryl Penrose Neale Fraser                | Mary Bevis Hawton Roy Emerson                  | 6–2, 6–4            |
| 1957 | Fay Muller Mal Anderson                   | J. Langley Billy Knight                        | 7–5, 3–6, 6–1       |
| 1958 | Mary Bevis Hawton Bob Howe                | Angela Mortimer Barrett Peter Newman           | 9–11, 6–1, 6–2      |
| 1959 | Sandra Reynolds Price Bob Mark            | Renee Schuurman Haygarth Rod Laver             | 4–6, 13–11, 6–1     |
| 1960 | Jan Lehane O'Neill Trevor Fancutt         | Mary Carter Reitano Bob Mark                   | 6–2, 7–5            |
| 1961 | Jan Lehane O'Neill Bob Hewitt             | Mary Carter Reitano John Pearce                | 9–7, 6–2            |
| 1962 | Lesley Turner Bowrey Fred Stolle          | Darlene Hard Roger Taylor                      | 6–3, 9–7            |
| 1963 | Margaret Court Ken Fletcher               | Lesley Turner Bowrey Fred Stolle               | 7–5, 5–7, 6–4       |
| 1964 | Margaret Court Ken Fletcher               | Jan Lehane O'Neill Mike Sangster               | 6–3, 6–2            |
| 1965 | Robyn Ebbern Owen Davidson                | Nem játszottak döntőt                          |                     |
| 1965 | Margaret Court John Newcombe              | Nem játszottak döntőt                          |                     |
| 1966 | Judy Tegart Dalton Tony Roche             | Robyn Ebbern Bill Bowrey                       | 6–1, 6–3            |
| 1967 | Lesley Turner Bowrey Owen Davidson        | Judy Tegart Dalton Tony Roche                  | 9–7, 6–4            |
| 1968 | Billie Jean King Dick Crealy              | Margaret Court Allan Stone                     | visszaléptek        |
| 1969 | Margaret Court Marty Riessen              | Nem játszottak döntőt                          |                     |
| 1969 | Ann Haydon Jones Fred Stolle              | Nem játszottak döntőt                          |                     |
| 1970 | nem rendezték                             |                                                |                     |
| 1971 | nem rendezték                             |                                                |                     |
| 1972 | nem rendezték                             |                                                |                     |
| 1973 | nem rendezték                             |                                                |                     |
| 1974 | nem rendezték                             |                                                |                     |
| 1975 | nem rendezték                             |                                                |                     |
| 1976 | nem rendezték                             |                                                |                     |
| 1977 | nem rendezték                             |                                                |                     |
| 1978 | nem rendezték                             |                                                |                     |
| 1979 | nem rendezték                             |                                                |                     |
| 1980 | nem rendezték                             |                                                |                     |
| 1981 | nem rendezték                             |                                                |                     |
| 1982 | nem rendezték                             |                                                |                     |
| 1983 | nem rendezték                             |                                                |                     |
| 1984 | nem rendezték                             |                                                |                     |
| 1985 | nem rendezték                             |                                                |                     |
| 1986 | nem rendezték                             |                                                |                     |
| 1987 | Zina Garrison Sherwood Stewart            | Anne Hobbs Andrew Castle                       | 3–6, 7–6(5), 6–3    |
| 1988 | Jana Novotná Jim Pugh                     | Martina Navratilova Tim Gullikson              | 5–7, 6–2, 6–4       |
| 1989 | Jana Novotná Jim Pugh                     | Zina Garrison Sherwood Stewart                 | 6–3, 6–4            |
| 1990 | Natalia Zvereva Jim Pugh                  | Zina Garrison Rick Leach                       | 4–6, 6–2, 6–3       |
| 1991 | Jo Durie Jeremy Bates                     | Robin White Scott Davis                        | 2–6, 6–4, 6–4       |
| 1992 | Nicole Provis Mark Woodforde              | Arantxa Sánchez Vicario Todd Woodbridge        | 6–3, 4–6, 11–9      |
| 1993 | Arantxa Sánchez Vicario Todd Woodbridge   | Zina Garrison Rick Leach                       | 7–5, 6–4            |
| 1994 | Larisa Savchenko Neiland Andrei Olhovskiy | Helena Suková Todd Woodbridge                  | 7–5, 6–7(7), 6–2    |
| 1995 | Natalia Zvereva Rick Leach                | Gigi Fernández Cyril Suk                       | 7–6(4), 6–7(3), 6–4 |
| 1996 | Larisa Savchenko Neiland Mark Woodforde   | Nicole Arendt Luke Jensen                      | 4–6, 7–5, 6–0       |
| 1997 | Manon Bollegraf Rick Leach                | Larisa Savchenko Neiland John-Laffnie de Jager | 6–3, 6–7(5), 7–5    |
| 1998 | Venus Williams Justin Gimelstob           | Helena Suková Cyril Suk                        | 6–2, 6–1            |
| 1999 | Mariaan de Swardt David Adams             | Serena Williams Makszim Mirni                  | 6–4, 4–6, 7–6(5)    |
| 2000 | Rennae Stubbs Jared Palmer                | Arantxa Sánchez Vicario Todd Woodbridge        | 7–5, 7–6(3)         |
| 2001 | Corina Morariu Ellis Ferreira             | Barbara Schett Joshua Eagle                    | 6–1, 6–3            |
| 2002 | Daniela Hantuchová Kevin Ullyett          | Paola Suárez Gaston Etlis                      | 6–3, 6–2            |
| 2003 | Martina Navratilova Lijendar Pedzs        | Eléni Danjilídu Todd Woodbridge                | 6–4, 7–5            |
| 2004 | Jelena Bovina Nenad Zimonjić              | Martina Navratilova Lijendar Pedzs             | 6–1, 7–6            |
| 2005 | Samantha Stosur Scott Draper              | Liezel Huber Kevin Ullyett                     | 6–2, 2–6, 7–6(6)    |
| 2006 | Martina Hingis Mahes Bhúpati              | Jelena Lihovceva Daniel Nestor                 | 6–3, 6–3            |
| 2007 | Jelena Lihovceva Daniel Nestor            | Viktorija Azaranka Makszim Mirni               | 6–4, 6–4            |
| 2008 | Szun Tian-tian Nenad Zimonjić             | Szánija Mirza Mahes Bhúpati                    | 7–6(4), 6–4         |
| 2009 | Szánija Mirza Mahes Bhúpati               | Nathalie Dechy Andi Rám                        | 6–3, 6–1            |
| 2010 | Cara Black Lijendar Pedzs                 | Jekatyerina Makarova Jaroslav Levinský         | 7–5, 6–3            |
| 2011 | Katarina Srebotnik Daniel Nestor          | Csan Jung-zsan Paul Hanley                     | 6–3, 3–6, [10–7]    |
| 2012 | Bethanie Mattek-Sands Horia Tecău         | Jelena Vesznyina Lijendar Pedzs                | 6–3, 5–7, [10–3]    |
| 2013 | Jarmila Gajdošová Matthew Ebden           | Lucie Hradecká František Čermák                | 6–3, 7–5            |
| 2014 | Kristina Mladenovic Daniel Nestor         | Szánija Mirza Horia Tecău                      | 6–3, 6–2            |
| 2015 | Martina Hingis Lijendar Pedzs             | Kristina Mladenovic Daniel Nestor              | 6–4, 6–3            |
| 2016 | Jelena Vesznyina Bruno Soares             | Coco Vandeweghe Horia Tecău                    | 6–4, 4–6, [10–5]    |
| 2017 | Abigail Spears Juan Sebastian Cabal       | Szánija Mirza Ivan Dodig                       | 6–2, 6–4            |
| 2018 | Gabriela Dabrowski Mate Pavić             | Babos Tímea Róhan Bópanna                      | 2–6, 6–4, [11–9]    |
| 2019 | Barbora Krejčíková Rajeev Ram             | Astra Sharma John-Patrick Smith                | 7–6(3), 6–1         |
| 2020 | Barbora Krejčíková Nikola Mektić          | Bethanie Mattek-Sands Jamie Murray             | 5–7, 6–4, [10–1]    |
| 2021 | Barbora Krejčíková Rajeev Ram             | Samantha Stosur Matthew Ebden                  | 6–2, 6–1            |
| 2022 | Kristina Mladenovic Ivan Dodig            | Jaimee Fourlis Jason Kubler                    | 6–3, 6–4            |
| 2023 | Luisa Stefani Rafel Matos                 | Szánija Mirza Róhan Bópanna                    | 7–6(2), 6–2         |
| 2024 | Hszie Su-vej Jan Zieliński                | Neal Skupski Desirae Krawczyk                  | 6–7(5), 6–4, [11–9] |
| 2025 | Olivia Gadecki John Peers                 | Kimberly Birrell John-Patrick Smith            | 3–6, 6–4, [10–6]    |